# Леон (Мексико)
Леон (шп. León de los Aldama) је град у Мексику у савезној држави Гванахуато. Налази се око 400 km северозападно од Мексика. Према процени из 2005. у граду је живело 1.137.465 становника. Са 1.584.337 становника у ширем подручју највећи је град своје савезне државе и један од 10 највећих у Мексику.
Леон су основали шпански колонизатори 1576. и дали му име Виља де Леон (шп. Villa de Leon). Насеље је основано као одбрана од напада народа Чикмека. Јуна 1830. Леон је добио статус града, као и садашње пуно име које гласи Леон де лос Алдама (шп. León de los Aldama). 
За најважнију привредну грану важи производња коже. Поред тога, битна је пољопривреда у околини града и рударство (злато, сребро, бакар). 

## Становништво
Према подацима са пописа становништва из 2010. године, град је имао 1.238.962 становника.
| 1990.   | 1995.   | 2000.     | 2005.     | 2010.     |
| ------- | ------- | --------- | --------- | --------- |
| 758.279 | 941.626 | 1.020.818 | 1.137.465 | 1.238.962 |

Највећи део становништва чине местици (преко 70%), а затим белци (15%). Ту су и домородачки народи (10%) и азијати (највише Корејанци којих има 5%).

## Партнерски градови
- Сан Дијего
- Лабок
- Лас Вегас
- Cangas de Onís
- Леон Ново Амбурго
- Леон
- Тихуана
- Суџоу